# Ptichodis
Ptichodis là một chi bướm đêm thuộc họ Erebidae.

## Loài
- Ptichodis bistrigata Hübner, 1818
- Ptichodis bucetum Grote, 1883
- Ptichodis herbarum Guenée, 1852
- Ptichodis immunis Guenée, 1852
- Ptichodis ovalis Grote, 1883
- Ptichodis pacalis Walker, 1858
- Ptichodis vinculum Guenée, 1852